# Joazar ben Boëthus
Joazar ben Boëthus was hogepriester in de Joodse tempel in Jeruzalem in 4 v.Chr. Hij was de opvolger van Matthias ben Theophilus, die na een incident in de tempel uit zijn ambt ontzet was.

## Hogepriesterschap
Joazar was een zoon van Simon ben Boëthus, die een jaar eerder door Herodes de Grote uit het ambt van hogepriester ontheven was. Tijdens Joazars hogepriesterschap stierf Herodes de Grote. Daarop braken in Judea onlusten uit, omdat veel Joden niet wilden dat Herodes Archelaüs zijn vader Herodes de Grote zou opvolgen. Archelaüs sloeg de opstanden echter neer met harde hand. Hij beschuldigde Joazar ervan de opstandelingen gesteund te hebben en onthief hem daarom uit zijn ambt. Joazar werd opgevolgd door zijn broer Eleazar ben Boëthus.

## Optreden tijdens Coponius
Toen Archelaüs tien jaar later uit zijn ambt ontzet werd, en Judea een provincia werd met onder praefectus Coponius, braken er opnieuw onlusten uit in de provincie, omdat veel Joden weigerden hun bezittingen te laten registreren (om de hoogte van de belastingen vast te stellen). Joazar wist de meeste Joden er echter van te overtuigen medewerking te verlenen aan de Romeinen. Het valt uit de bronnen niet met zekerheid op te maken of Joazar op dat moment opnieuw het ambt van hogepriester bekleedde (een tweede benoeming). Als dit het geval was, is onduidelijk wanneer en waarom deze tweede benoeming begon en is hij in ieder geval in 6 na Chr. door Publius Sulpicius Quirinius (de legatus Augusti pro praetore van Syrië) uit zijn ambt ontzet toen deze Annas benoemde als hogepriester.